# نيم شائع

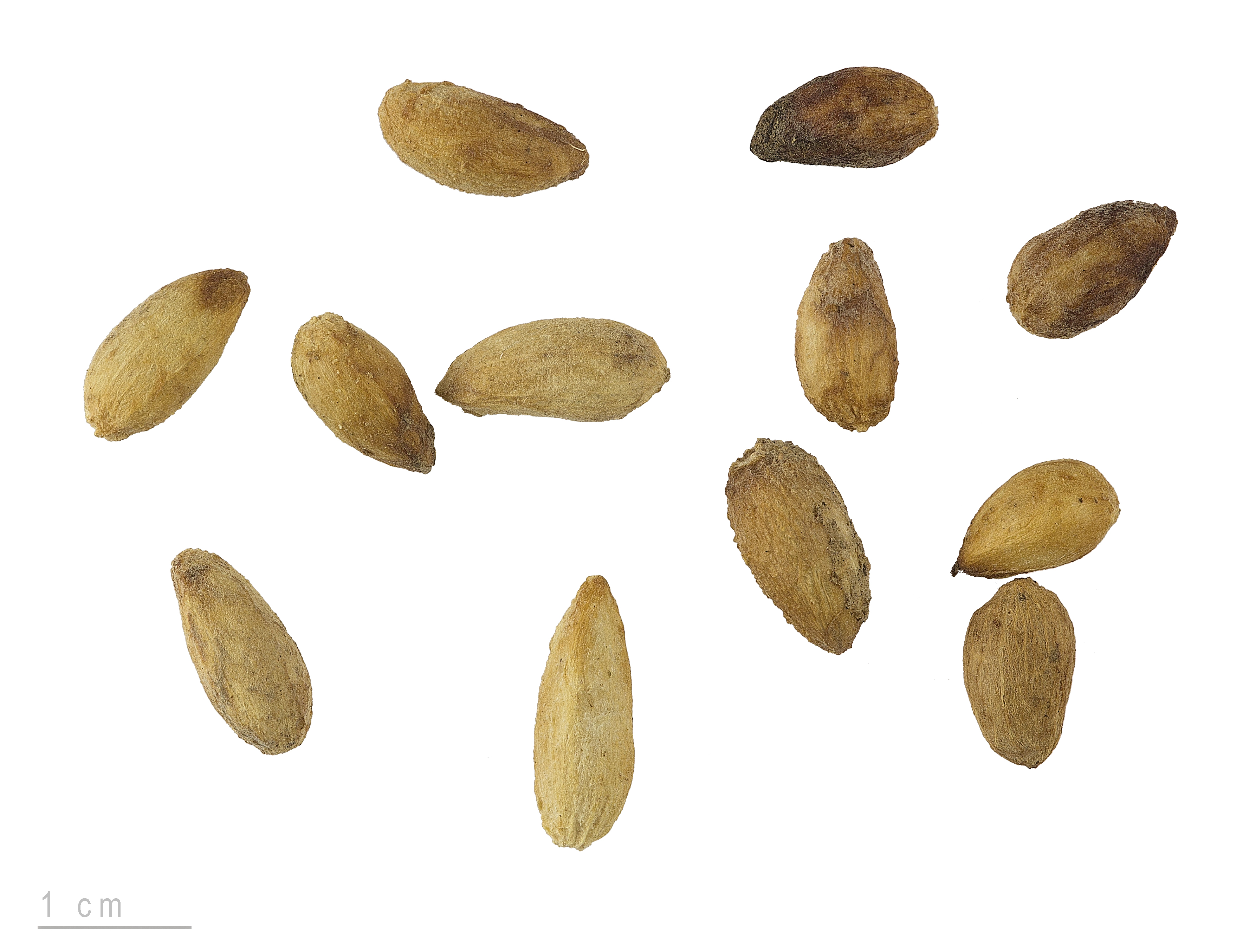
Azadirachta indica

النيم الشائع أو النيم الهندي أو الأزدرخت الهندي أو شجرة النيم(الاسم العلمي:Azadirachta indica) هي شجرة (نوع) يتبع جنس النيم من الفصيلة الأزدرختية. يطلق عليها في الهند اسم (صيدلية القرية) فهي شجرة معروفة هناك منذ فترة طويلة جدًا. تتميز بقدرتها على تنقية التربة من الأملاح. وهي شجرة معمرة يصل عمرها إلى 180 عاماً، وقد يمتد عمرها في الغابة إلى 200 سنة.

## موطن الشجرة
الموطن الأصلي لها مناطق الغابات والأخشاب في الهند وسري لانكا وتعرف بالهند باسم (المرجوسا). أول مكان وجدت فيه أشجار النِّيم هو شمال الهند، وخاصة منطقة تعرف باسم كازناتاكا. وتنتشر شجرة النِّيم كذلك في المناطق الاستوائية وتحت الاستوائية مثل إندونيسيا والسودان. وأدخلها المستوطنون الهنود إلى أفريقيا في أواخر القرن 19. ولقد ذكر عالم النبات الألماني د. «شموترر» في كتابه عن نبات النِّيم أن هذه الأشجار تُزرع في السودان منذ عام 1921؛ حيث تنتشر حول مجري نهر النيل الأزرق والنيل الأبيض. وفي الفترة الأخيرة تمت زراعة ما يقرب من 4000 شجرة نيم في مصر وخاصة في منطقة الدلتا، وتنمو بنجاح في المناطق الحارة. وتنتشر زراعته في شمال السودان ووسطه، وقد نجحت زراعته في جنوب المملكة العربية السعودية، وأدخل إلى منطقة مكة المكرمة ونجحت زراعته في جبل الرحمة ومنطقة عرفات وفي منطقة جازان.

## الشكل
النيم شجرة سريعة النمو كثيفة الظل دائمة الإخضرار، تنمو بكثافة وتمثّل في الغابة مظهراً رئيسياً للخضرة. أما ارتفاعها فيَصِل إلى 16 متراً وأحياناً يبلغ 25 متراً، ويصل قطر مجموعها الخضري إلى عشرة أمتار. وهي من الأشجار الخشبية التي تتميز بكبر حجم جذرها حيث تمتد جذورها إلى مساحات كبيرة بشكل عرضي وليس في العمق؛ ولذلك عند زراعة أشجار النيم يجب ترك مسافات بين كل شجرة وشجرة لا تقل عن 3 أمتار على الأقل.
وتمتاز الشجرة بجذع قاس صلب، بني داكن، يتراوح قطره ما بين 75 و150 سنتيمتراً وهي ذات قشرة بنية متشققة. تتجمع الأوراق عند نهايات الأغصان، يصل طول الورقة إلى 30 سنتمتراً. أوراقها مركبة من عدد من الوريقات المتقابلة يصل إلى سبع عشرة وريقة. النورة جانبية عديدة الأزهار يصل طولها إلى 20 سنتميتراً. والزهرة بيضاء عطرية، أما الثمرة متطاولة يصل طولها إلى سنتميتر واحد وهي خضراء تتحول إلى اللون الأصفر عند نضجها. ذات بذرة واحدة ولب حلو يؤكل.